# Adán Medellín
Adán Tatewarí Hernández Medellín (Ciudad de México, 27 de mayo de 1982) es un escritor y periodista mexicano, ganador del Premio Bellas Artes de Cuento San Luis Potosí 2017 (hoy Premio Amparo Dávila) y el Premio Bellas Artes de Ensayo Literario José Revueltas 2019.

## Trayectoria
Es Licenciado en Lengua y Literaturas Hispánicas por la Universidad Nacional Autónoma de México (UNAM), donde además realizó estudios de Comunicación (Periodismo). Obtuvo el Premio Nacional de Relato Sergio Pitol 2007, convocado por la revista La palabra y el hombre de la Universidad Veracruzana. Fue ganador de la convocatoria 2010 para el Fondo Editorial de la Biblioteca Mexiquense del Bicentenario y obtuvo el Premio Nacional de Cuento Sueño de Asterión 2013, por el libro El Canto Circular.
Ha publicado los libros de cuentos Vértigos, Tiempos de Furia, El Canto Circular (Premio Sueño de Asterión 2013) y Blues Vagabundo (Premio Bellas Artes de Cuento San Luis Potosí 2017). Ha colaborado con cuentos, poemas, artículos, columnas, reseñas y entrevistas para diversos medios culturales y periodísticos como Punto de Partida, Revista Casa del Tiempo (de la Universidad Autónoma Metropolitana), Playboy México, Pliego 16, así como en los portales electrónicos de Tierra Adentro, Pícnic y Favela11.com, entre otros. Fue traductor en colaboración del poemario Nierika. Cantos de visión de la contramontaña del poeta francés Serge Pey.
De 2013 a 2020 fue Jefe de Redacción de la revista Playboy México, donde publicó la última entrevista concedida en vida por el escritor mexicano Daniel Sada.
En 2018 fue invitado al Encuentro ELIGE en Ensenada, Baja California, organizado por la asociación civil Pluma Joven, donde junto a otros escritores de trayectoria nacional convivió y compartió su conocimiento con jóvenes de secundaria y preparatoria.
Actualmente brinda talleres de narrativa de manera presencial y remota. 

## Obra

### Cuentos
- Vértigos (Instituto Mexiquense de Cultura, 2010).
- Tiempos de Furia (Ediciones B, 2013).
- El Canto Circular (INBA / Instituto Literario de Veracruz, 2013). Ganador del Premio Nacional de Cuento Sueño de Asterión 2013. Nueva edición por Ediciones del Lirio, 2023.
- Blues vagabundo (Lectorum / INBA, 2018). Ganador del Premio Bellas Artes de Cuento San Luis Potosí (Hoy Premio Amparo Dávila) 2017.
- Un juego abismal (BUAP, 2022).
- Llama la sangre (Nitro Press, 2023)

### Traducción
- Serge Pey. Nierika. Cantos de visión de la contramontaña (UNAM / CONACULTA, 2012), en colaboración con Enrique Flores.

### Ensayo
- El cielo trepanado. Sobre Hospital Británico de Héctor Viel Temperley [4] (El Tapiz del unicornio / INBA, 2019). Ganador del Premio de Ensayo Literario José Revueltas 2019.

### Novela
- Acéldama (Universidad Autónoma de Sinaloa, 2020). Ganadora del Premio Nacional de Novela Élmer Mendoza.
- Mecánica del eclipse (Los libros del Perro, 2023).

## Premios y distinciones
- Premio Nacional de Relato Sergio Pitol 2007, por el cuento "El Canto Circular".
- Mención honorífica en el Concurso Nacional de Cuentos Campiranos Marte R. Gómez 2012.
- Mención honorífica en el XII Premio de Narrativa Breve Tirant lo Blanc 2012, por el cuento "Hombre con calcetines". Posteriormente incluido en el libro Tiempos de Furia.
- Premio Nacional de Cuento Sueño de Asterión 2013, por el libro El Canto Circular.
- Premio Bellas Artes de Cuento San Luis Potosí 2017 (Actualmente Premio Bellas Artes de Cuento Amparo Dávila), por Blues vagabundo.
- Premio Nacional de Novela Élmer Mendoza 2019 (Universidad Autónoma de Sinaloa), por su novela Acéldama.
- Premio Bellas Artes de Ensayo Literario José Revueltas 2019, por El cielo trepanado. Sobre Hospital Británico de Héctor Viel Temperley.[5]
- Premio Nacional de Cuento Beatriz Espejo 2019 por su cuento “Tiburones”.[6]
- Premio Iberoamericano de Cuento Fundación Elena Poniatowska y Ventosa-Arrufat con el cuento "Viaje sentimental por la Villa de Cortés" (2020).[7]